# Teddy Riner
Teddy Pierre-Marie Riner (Pointe-à-Pitre, Guadalupe, 7 de abril de 1989) es un deportista francés que compite en judo; cinco veces campeón olímpico, once veces campeón mundial y cinco veces campeón europeo.

## Trayectoria
Nació en la isla de Guadalupe, pero se trasladó con su familia a París, donde creció y estudió.
Participó en cinco Juegos Olímpicos en la categoría de +100 kg, obteniendo en total seis medallas: bronce en Pekín 2008, oro en Londres 2012, oro en Río de Janeiro 2016, oro y bronce en Tokio 2020 y dos oros en París 2024.
Ganó doce medallas en el Campeonato Mundial de Judo entre los años 2007 y 2023, y cinco medallas de oro en el Campeonato Europeo de Judo entre los años 2007 y 2016.
Fue el abanderado de Francia en la ceremonia de apertura y de clausura de los Juegos de Río de Janeiro 2016. En los Juegos Olímpicos de París 2024 fue el encargado de encender el pebetero olímpico en forma de globo aerostático junto con la atleta Marie-José Perec.
Por su trayectoria, fue nombrado caballero de la Orden Nacional del Mérito (2009), caballero de la Legión de Honor (2013), oficial de la Orden Nacional del Mérito (2016) y oficial de la Legión de Honor (2021).

## Palmarés internacional
| Juegos Olímpicos   | Juegos Olímpicos           | Juegos Olímpicos  | Juegos Olímpicos |
| Año                | Lugar                      | Medalla           | Categoría        |
| ------------------ | -------------------------- | ----------------- | ---------------- |
| 2008               | Pekín (China)              | Medalla de bronce | +100 kg          |
| 2012               | Londres (Reino Unido)      | Medalla de oro    | +100 kg          |
| 2016               | Río de Janeiro (Brasil)    | Medalla de oro    | +100 kg          |
| 2020               | Tokio (Japón)              | Medalla de oro    | Equipo mixto     |
| 2020               | Tokio (Japón)              | Medalla de bronce | +100 kg          |
| 2024               | París (Francia)            | Medalla de oro    | +100 kg          |
| 2024               | París (Francia)            | Medalla de oro    | Equipo mixto     |
| Campeonato Mundial |                            |                   |                  |
| Año                | Lugar                      | Medalla           | Categoría        |
| 2007               | Río de Janeiro (Brasil)    | Medalla de oro    | +100 kg          |
| 2008               | Levallois-Perret (Francia) | Medalla de oro    | Abierta          |
| 2009               | Róterdam (Países Bajos)    | Medalla de oro    | +100 kg          |
| 2010               | Tokio (Japón)              | Medalla de oro    | +100 kg          |
| 2010               | Tokio (Japón)              | Medalla de plata  | Abierta          |
| 2011               | París (Francia)            | Medalla de oro    | +100 kg          |
| 2013               | Río de Janeiro (Brasil)    | Medalla de oro    | +100 kg          |
| 2014               | Cheliábinsk (Rusia)        | Medalla de oro    | +100 kg          |
| 2015               | Astaná (Kazajistán)        | Medalla de oro    | +100 kg          |
| 2017               | Budapest (Hungría)         | Medalla de oro    | +100 kg          |
| 2017               | Marrakech (Marruecos)      | Medalla de oro    | Abierta          |
| 2023               | Doha (Catar)               | Medalla de oro    | +100 kg          |
| Campeonato Europeo |                            |                   |                  |
| Año                | Lugar                      | Medalla           | Categoría        |
| 2007               | Belgrado (Serbia)          | Medalla de oro    | +100 kg          |
| 2011               | Estambul (Turquía)         | Medalla de oro    | +100 kg          |
| 2013               | Budapest (Hungría)         | Medalla de oro    | +100 kg          |
| 2014               | Montpellier (Francia)      | Medalla de oro    | +100 kg          |
| 2016               | Kazán (Rusia)              | Medalla de oro    | +100 kg          |